# Discorso diretto
Il discorso diretto è una delle due forme in cui, nella lingua parlata o in letteratura, possono essere riportati o citati gli enunciati (ad esempio, le parole di altre persone o i pensieri dei personaggi del testo).
Si differenzia innanzitutto dal discorso indiretto. Tanto il discorso diretto quanto quello indiretto hanno delle forme "libere": esistono quindi anche il discorso diretto libero e il discorso indiretto libero.

## Tipi di discorso e centri deittici
Le differenze tra discorso diretto, indiretto, diretto libero e indiretto libero sono da mettere in relazione alle coordinate deittiche ego-hic-nunc (in latino, rispettivamente, "io"-"qui"-"ora") sempre presenti in ogni enunciato. Il centro di queste coordinate è detto "centro deittico" del discorso.
Il discorso diretto riporta un enunciato mantenendo il centro deittico dell'enunciato originale (o che si suppone tale): restano identici gli indicatori legati alla persona (pronomi e morfologia verbale), quelli legati al tempo (avverbiali e tempi verbali) e quelli legati al luogo. Da questa supposta identità deriva, in apparenza, che il discorso diretto rappresenti una riproduzione esatta dell'enunciato originale e dunque la citazione per eccellenza. In questo senso, nella lingua scritta, degli speciali marcatori, le virgolette, intendono esibire l'autenticità di quanto riportato.
Nei romanzi, ad esempio, quando si fa ricorso al discorso diretto, le battute dei personaggi sono segnalate dall'uso di formule delimitate da due virgolette. In questo caso la focalizzazione è esterna e minima la distanza narrato-lettore. Ad esempio:
Gli dissi a voce alta: «Non proseguire, se dovessi continuare autonomamente potresti perderti».
Le parole dei personaggi vengono dunque citate direttamente: la voce del narratore fa posto a quella dei personaggi. Ad esempio:
«Non spegnere la luce.» – disse Mario. «Perché?» – rispose lei. «Perché sto leggendo un articolo molto interessante.»
Si noti l'uso del verbo dichiarativo dire, nella forma disse. In un testo del genere e in tutti i testi in cui compaiano citazioni "dirette", i centri deittici in gioco sono almeno due: quello del cotesto, che cita, e quello degli enunciati citati (e questi ultimi potrebbero, a loro volta, contenere citazioni in forma di discorso diretto).

## Discorso diretto e indiretto
L'inverso del discorso diretto è il discorso indiretto, in cui le parole di terzi vengono riportate dal narratore, sempre con l'uso di verbi dichiarativi. Ad esempio:
Il maestro riferì che avevano bisogno di aiuto.

### Regole di trasposizione in italiano
Nel passaggio dal discorso diretto all'indiretto, il verbo dichiarativo utilizzato rimane immutato.
Se nell'enunciato citato direttamente appare un verbo all'indicativo presente, esso passa dalla prima alla terza persona, ma il tempo presente viene mantenuto:
Luigi dice: «Vado a casa». (discorso diretto)
Luigi dice che va a casa. (discorso indiretto)
Se nell'enunciato citato direttamente appare un verbo al futuro, oltre al consueto passaggio alla terza persona, si rende necessario passare il verbo al condizionale passato:
Luigi disse: «Andrò a casa». (discorso diretto)
Luigi disse che sarebbe andato a casa. (discorso indiretto)
Nel caso di una frase interrogativa, l'indicativo presente va trasformato in congiuntivo presente:
Luigi mi chiede: «Dov'è Anna?» (discorso diretto)
Luigi mi chiede dove sia Anna. (discorso indiretto)